# 마티 맛손
마티 맛손(핀란드어: Matti Mattsson, 1993년 10월 5일~)은 핀란드의 수영 선수로 주 종목은 평영이다. 올림픽에 3회 출전했으며 2020년 하계 올림픽에서 남자 평영 200m 종목에서 동메달을 획득했다. 또한 세계 수영 선수권 대회에서 동메달 1개, 유럽 수영 선수권 대회에서 은메달 1개를 획득했다.